# Dani Orisa
Dani Orisa su međunarodni arhitektonski simpozij koji se održavaju u Zagrebu, u Hrvatskoj. Najveći su takav simpozij u ovom dijelu Europe.
Održavaju se godišnje, počevši od 2001. godine, a organiziraju ih tvrtka Arhitekst i udruga ORIS-Kuća arhitekture, u suradnji s tvrtkom Ytong.
Na Danima Orisa se dodjeljuje nekoliko nagrada (nagrada Oris Ytong) iz područja arhitekture. Nagrada Oris Ytong djelo je portugalskog arhitekta Álvara Size Vieire.

## Dobitnici
- 2001.:
- 2002.:
- 2003.:
- 2004.:
- 2005.:
- 2006.:
- 2007.:
- 2008.:
- 2009.:
- 2010.:
- 2011.:[1]
za iznimni stvarateljski doprinos arhitekturi: španjolski arhitekt Rafael Moneo
za iznimno arhitektonsko otkriće: japanska arhitektica Kazuyo Seijima- za projekt umjetničkih kuća na malom japanskom otoku Inujimi